# Municipio de Washington (condado de Poweshiek)
El municipio de Washington (en inglés: Washington Township) es un municipio ubicado en el condado de Poweshiek en el estado estadounidense de Iowa. En el año 2010 tenía una población de 451 habitantes y una densidad poblacional de 4,83 personas por km².

## Geografía
El municipio de Washington se encuentra ubicado en las coordenadas 41°38′18″N 92°42′30″O / 41.63833, -92.70833. Según la Oficina del Censo de los Estados Unidos, el municipio tiene una superficie total de 93.4 km², de la cual 93,31 km² corresponden a tierra firme y (0,1 %) 0,09 km² es agua.

## Demografía
Según el censo de 2010, había 451 personas residiendo en el municipio de Washington. La densidad de población era de 4,83 hab./km². De los 451 habitantes, el municipio de Washington estaba compuesto por el 98,89 % blancos, el 0,44 % eran afroamericanos, el 0,22 % eran de otras razas y el 0,44 % eran de una mezcla de razas. Del total de la población el 0,22 % eran hispanos o latinos de cualquier raza.